# Marian Anderson
Marian Anderson (Filadélfia, 27 de fevereiro de 1897 — Portland, 8 de abril de 1993) foi uma contralto norte-americana que se tornou a primeira estrela de ópera americana e se firmou como uma das maiores intérpretes de concerto do século XX, destacando-se em uma variadíssimo repertório que ia do lied ao spiritual americano. O evento mais conhecido da longa carreira dessa cantora foi seu histórico recital aos pés do Lincoln Memorial, em Washington, DC, em 1939, para onde atraiu uma multidão de 75 mil pessoas em um protesto musical contra atitudes racistas sofridas pela artista.

## Juventude
Marian Anderson era a mais velha dentre as três filhas de John e Anna Anderson, a qual havia sido professora na Virginia antes de se mudar para a Pensilvânia. Em 1910, seu pai sofreu um ferimento na cabeça que levou a sua morte pouco depois. Anna e suas três filhas foram viver com os pais de John, enquanto Anna passou a realizar costura e serviços domésticos para sustentar a família.
As primeiras experiências de Marian no canto foram no templo batista da Union Baptist Church que seu pai frequentava bastante, onde começou a cantar, no coro juvenil, aos 6 anos. Logo se tornou conhecida como a baby contralto, e com apenas 8 anos uma de suas pequenas apresentações foi divulgada em folhetos que diziam Come and hear the baby contralto.
Na igreja, cantou canções com tessitura desde a de soprano até a de baixo, o que pode tê-la ajudado a desenvolver sua enorme extensão vocal. Estudou em escolas públicas e também trabalhou para auxiliar a mãe, só vindo a se dedicar seriamente aos estudos de canto aos 17 anos.
Anderson galgou na carreira artística enfrentando bastantes barreiras e dificuldades de ordem econômica e racial, recebendo para isso o apoio de familiares e pessoas de sua comunidade.
Suas primeiras aulas, na Filadélfia, foram com Mary Saunders Patterson, por recomendação de um amigo da família, a qual aceitou dar lições à jovem de graça, uma vez que não podia pagar a soma de $1,00 por aula. Não tendo dinheiro para custear lições formais de canto, a igreja, vizinhos e colegas de coro chegaram a levantar dinheiro, inclusive com concertos beneficentes, para que ele pudesse pagá-las.
Após a primeira professora, ela estudou com a contralto Agnes Reifsnyder (1916 a 1918) por indicação daquela e, por fim, com Giuseppe Borghetti (1920), que promoveu grandes avanços em sua voz ao trabalhar sua respiração, aperfeiçoar a homogeneidade entre os registros e expandir seu repertório. Ainda bem jovem, fez um teste para entrar em uma escola de música local, mas foi friamente recusada, sem que nem mesmo fosse ouvida, certamente devido à sua cor.

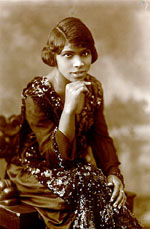
Marian Anderson em 1920.

Aos 18 anos, adentra na escola William Penn High School a fim de seguir uma profissão, enquanto seguisse estudando. Após três anos de estudo um tanto irregular, devido, dentre outros fatores, a seus compromissos com o canto, mudou-se para a South Philadelphia High School for Girls, onde recebeu apoio de professores para superar os obstáculos que se interpunham.
Mais tarde, com o dinheiro ganho em um de seus concertos, pôde ingressar na faculdade, sendo aceita para a Universidade de Yale, mas não pôde prosseguir devido à sua restrição financeira.

## Carreira inicial
Nos anos 1920, Anderson realiza inúmeros concertos pelos Estados Unidos com seu acompanhista Billy King, especialmente em comunidades negras, enfrentando, em suas viagens, o forte preconceito racial de parte da população sulista. Em 1924, faz suas primeiras gravações pela Victor Talking Machine Company, uma das principais da época, tornando-se a primeira artista de concerto negra a gravar para uma grande gravadora.
Em 1924, após ter dado concertos bem-sucedidos no Harlem, debutou formalmente no Town Hall de Nova York em 10 de abril de 1924. O evento, entretanto, foi um grande fiasco e recebeu quase que só críticas desfavoráveis.
Todavia, em 25 de agosto de 1925, Marian ganhou uma competição entre mais de 300 concorrentes, tendo como prêmio a oportunidade de cantar no Lewissohn Stadium, em Nova York, com a New York Philharmonic, para milhares de pessoas. Em 1928, ela canta pela primeira vez no Carnegie Hall.

## Turnê europeia e a consagração
No fim da década de 1920, Anderson havia se convencido de que, para aprimorar-se e realizar mais concertos - ainda mais considerando sua condição na sociedade segregacionista do Sul norte-americano, seria necessário viajar para a Europa. Em 1927, vai a Inglaterra, onde realiza concertos e é apresentada a compositores e à sociedade, mas não obtém grande repercussão. Com a ajuda de uma bolsa de estudos do Julius Rosenwald Fund, retorna, desta vez à Alemanha, para se aperfeiçoar no lied com Michael Raucheisen e Sverre Jordon.
Em 1930, conhece Kosti Vehanen, pianista finlandês que se tornaria um de seus principais parceiros em recitais, e Rule Rasmussen, um empresário norueguês, que se interessam pelo seu talento. Assim, seis meses depois, ela vai para a Escandinávia, onde Anderson tem um sucesso sem igual (um jornal fala até de uma "febre chamada Marian" ) e adquire bastante experiência. Em 1933, volta ao norte europeu para realizar concertos e aprende com Vehanen canções de Jean Sibelius, que canta para o próprio compositor em sua casa. Mais tarde, Sibelius dedica a ela sua canção Solidão, e Anderson passa a divulgar muitas canções do compositor em seus recitais.
Sua turnê pela Escandinávia, incluindo ainda a Dinamarca, representou uma estimulante confirmação de sua vocação artística, como ela mesma teria dito: "That first trip to the Scandinavian countries was an encouragement and incentive. It made me realize that the time and energy invested in seeking to become an artist were worth while, and that what I had dared to aspire to was not impossible".
Em 1934, debuta em Paris tendo a mãe na plateia acompanhando-a. No mesmo ano, conhece o famoso empresário Sol Hurok, que imediatamente se torna seu novo agente. Em 1935, sua passagem pela União Soviética é um grande sucesso - e ela inclusive quebra as regras contratuais de não cantar nenhuma música religiosa. Em 1935, quando se apresenta no Festival de Salzburgo, atrai grande atenção e, sendo ouvida pelo célebre Arturo Toscanini, ouve os elogios deste: "Uma voz como a sua é ouvida somente uma vez a cada cem anos".
Com a longa turnê europeia trazendo a devida publicidade para a contralto - e também devido à situação política complicada na Europa -, Anderson retorna aos Estados Unidos, após dois anos e meio sem passar por lá, com um concerto no Town Hall de Nova York - onde havia tido um de seus maiores fracassos -, em 30 de dezembro de 1935. Traz consigo o seu acompanhador Kosti Vehanen, que substitui seu antigo parceiro Billy King. O concerto, porém, foi um grande êxito.

## Discografia selecionada
- Marian Anderson (em inglês) no AllMusic
- Marian Anderson (em inglês) no Discogs
- Marian Anderson on Discography of American Historical Recordings
- Marian Anderson: Biography and Bach Cantatas Recordings on Bach Cantatas